# Bretwalda
Bretwalda este un termen în engleza veche care desemna supremația unuia dintre regii anglo-saxoni asupra celorlalte regate ale Heptarhiei. În ce măsură titlul de bretwalda desemna o hegemonie politică reală asupra regatelor Heptarhiei sau doar o autoritate cu caracter mai degrabă simbolic rămâne un subiect de discuție între medieviști. Termenul însemna probabil „rege al Britaniei”.
| “                                                     | 829 (827) În acest an a fost o eclipsă de lună în ajunul Crăciunului. Și în același an regele Egbert a cucerit regatul mercienilor, și tot ce era la sud de Humber; și el a fost al optulea rege care a fost bretwalda. Primul care a avut o autoritate atât de înaltă a fost Aelle, regele saxonilor de sud, al doilea a fost Ceawlin, regele saxonilor de vest, al treilea Aethelbert, regele poporului din Kent, al patrulea Raedwald, regele anglilor de est, al cincilea Edwin, regele northumbrienilor, al șaselea Oswald care a domnit după acesta din urmă, al șaptelea a fost Oswiu, fratele lui Oswald, al optulea a fost Egbert, regele saxonilor de vest. | ” |
| — Cronica anglo-saxonă, Egbert (802-839) ca bretwalda | |   |

Termenul de bretwalda a fost folosit pentru prima dată de unul din autorii Cronicii anglo-saxone la sfârșitul secolului al IX-lea. Bretwalda este o traducere a termenului latin „imperium” (stăpânire, autoritate politică) folosit de Beda venerabilul în Istoria ecleziastică a angliilor (731) pentru a desemna regii ce au deținut o poziție de supremație în spațiul politic anglo-saxon.
Beda indentifică șapte regi care au deținut o astfel de supremație asupra regatelor de la sud de râul Humber, dar importanți sunt primii cinci, fiecare din alt regat; în ordine cronologică: Aelle, regele saxonilor de sud, Caelin sau Ceawlin, regele saxonilor de vest, Aethelbert, rege al Kent-ului, Raedwald, rege al Angliei de Est (East Anglia), și Edwin, rege al Northumbriei. Ultimii doi, Oswald și Oswiu, sunt succesorii lui Edwin pe tronul Northumbriei.
Acestor regi autorul Cronicii anglo-saxone, favorabil regatului Wessex-ului, le-a adăugat încă un nume, cel al regelui Wessex-ului, Egbert. Textul Cronicii afirmă așadar supremația politică a regatului Wessex, manifestă de la mijlocul secolului al IX-lea.
Unificarea Angliei sub dinastia regilor Wessex-ului a făcut titlul de bretwalda superfluu. 